# Reconquista (Chile)
Reconquista foi o período da história do Chile que começa com o fim da Batalha de Rancagua em 2 de outubro de 1814 e termina com a vitória chilena na Batalha de Chacabuco em 12 de fevereiro de 1817.
Durante este período, os defensores do Império Espanhol restabeleceram seu domínio no Chile depois que aquele país se separou da Coroa Espanhola, instalou sua Primeira Junta de Governo Nacional em 1810 - a primeira instituição de autogoverno no Chile -, criou seu Primeiro Congresso Nacional em 1811 e posteriormente elegeu seu primeiro diretor supremo, sendo este Francisco de la Lastra, em 1814.
Os "patriotas", como os chilenos eram chamados, tentaram difundir as ideias de independência nos setores populares devido à crescente influência monarquista espanhola, função desempenhada pela ação guerrilheira de Manuel Rodríguez Erdoíza.

## Após a batalha de Rancagua
Ao saber do resultado da Batalha de Rancagua (classificada como "Desastre" na história do Chile), muitos patriotas decidiram recolher os pertences que podiam carregar e iniciaram seu exílio a Mendoza. Os soldados que deixaram Rancagua com vida partiram em caravana com mulheres e crianças pelos Andes. No entanto, as brigas entre Bernardo O'Higgins e José Miguel Carrera não terminaram com a batalha de Rancagua. Ao chegarem a Cuyo, foram recebidos pelo então governador, José de San Martín, amigo de O'Higgins e membro da Loja Lautarina, que decidiu processar os irmãos Carrera e seus seguidores em Buenos Aires, pela morte de Juan Mackenna - que morreu em um duelo nas mãos de Luis Carrera - um dos mais destacados colaboradores de O'Higgins.

## Restauração das instituições espanholas
A partir do 9 de outubro de 1814, com o governo de Mariano Osorio, foram restauradas as instituições coloniais. Osorio recebeu ordens do vice-rei para se lamentar, mas o encarregado da segurança do reino, o capitão do Regimento Talavera de la Reina, Vicente San Bruno, não tolerou. Foram criados tribunais de justiça, aos quais deveriam comparecer todos os patriotas e todos os suspeitos de terem colaborado com eles. Se fossem considerados culpados, deviam pagar uma multa e, se a acusação fosse maior, eram presos e posteriormente exilados para Juan Fernández. Em novembro de 1814, um navio partiu de Valparaíso levando mais de 200 exilados, que tiveram que se abrigar em cavernas e passar por muitas adversidades até serem resgatados em 1817. Os patriotas que se exilaram em Mendoza tiveram seus bens confiscados.
Em fevereiro de 1815, San Bruno e outros patriotas fugiram da prisão, mas vários destes foram mortos sumariamente por um pelotão de fuzileiros que se encontrava do lado de fora. Este ato encheu de indignação até os mais realistas. Diante disso, Osório reabriu a Corte Real e posteriormente a Universidade Real de San Felipe, revogando os decretos promulgados na Patria Vieja (1810-1814) e eliminando o Instituto Nacional General José Miguel Carrera e a Biblioteca Nacional, instituições criadas naquele período. Devido aos conflitos com o vice-rei, José Fernando de Abascal y Sousa (1806-1816), Osório foi destituído do cargo de governador (1815) e Casimiro Marcó del Pont foi nomeado em seu lugar.
Marcó del Pont fez amizade com San Bruno, a quem colocou na presidência do Tribunal de Segurança Pública e Vigilância, estabelecendo uma rede de espionagem que impôs o terror em Santiago. O novo governador até proibiu a movimentação dentro do país sem sua autorização. Ele fechou as chinganas - locais onde as pessoas comiam, bebiam e dançavam. Assustado com os segredos de uma expedição libertadora de O'Higgins e as atividades guerrilheiras de Manuel Rodríguez, Marcó desejava capturá-lo. Um dia, quando Marcó del Pont descia da carruagem, um homem humilde se aproximou dele com reverência fingida para lhe abrir a porta. Marcó del Pont jogou para ele uma moeda de prata, sem perceber que quem abriu a porta de sua carruagem era Rodríguez.
Os governantes espanhóis foram extremamente violentos, então o sentimento patriótico se aprofundou, causando a formação do Exército dos Andes, liderado pelo Capitão General San Martín, com a ajuda dos Brigadeiros O'Higgins, Miguel Estanislao Soler e Juan Gregorio de Las Heras.

## Fim da Reconquista Espanhola
Em 12 de fevereiro de 1817, com a vitória dos patriotas na Batalha de Chacabuco, ao comando do General San Martin, a Reconquista espanhola chegou ao fim, inaugurando o período da Patria Nueva (1817-1823).